# Dybbuk (ballet)

Dybbuk est un ballet monté par le chorégraphe Jerome Robbins du New York City Ballet sur une musique de 
Leonard Bernstein et un argument tiré d'une pièce de Shalom Anski Le Dibbouk. La première a eu lieu le 16 mai 1974, au New York State Theater, Lincoln Center avec une mise en scène de Rouben Ter-Arutunian, des costumes de Patricia Zipprodt et une lumière de Jennifer Tipton. Dybbuk Variations a été écrit la même année et a été créé en novembre.

## Argument
Le Dibbouk, pièce écrite en yiddish par Shalom Anski (1912-1919), est centrée autour des personnes de Khonnon et Léa, un jeune couple dont les parents avaient prévu avant leur naissance de les marier. Le père de Léa brise cette promesse de mariage car Khonnon est désargenté. Khonnon meurt le cœur déchiré, mais obtient sa revanche en entrant dans le corps de Léa sous la forme d'un esprit malin appelé un dibbouk.
Après une intervention rabbinique, semblable à celles qu'Ansky avait pu observer lors de cérémonies d'exorcisme chez les  Hassidim lorsqu'il avait voyagé dans le Biélorussie, Léa est forcée de choisir de se marier avec l'homme riche ou d'entrer dans une union mystique avec le fantôme de Khonnon. Elle choisit la dernière solution dans un grand effet dramatique à la chute du rideau.

## Composition
Dans Dibbouk, Bernstein a utilisé un arbre kabbalistique afin d'obtenir quelques-uns des motifs mélodiques. Selon la tradition kabbalistique, chaque lettre de l'alphabet hébreu a sa propre valeur numérique. Le nom du premier rôle féminin dans Dibbouk, Leah, est égale à la valeur numérique 36. Bernstein a axé sa composition sur les divisions de 36 et dix-huit (la valeur numérique du mot hébreu haï (חַי), ce qui signifie « vie »), chacun de ces nombres étant un multiple de neuf - qui est le nombre de notes, en comptant la note initiale répétée, dans une gamme de huit notes symétrique. Le résultat se prêtait bien à une composition de style dodécaphonique mais a laissé les critiques perplexes, amenant Oliver Knussen à écrire dans Tempo, «... il est surprenant de rencontrer Bernstein faisant usage de formules numériques issus de la Kabbale ... ce qui l'a conduit à produire la plus austère de ses compositions à ce jour. ». Jack Gottlieb a commenté : « le ballet Dibbouk (1974), cependant, marque une sorte de départ pour le compositeur car son emploi de la numérologie l'a amené à une musique beaucoup plus dissonante (parfois dodécaphonique) que dans aucune de ses autres œuvres. ».

## Distribution lors de la création
- Patricia McBride
- Tracey Bennett
- Helgi Tomasson
- Bart Cook
- Victor Castelli
- Hermes Conde